# حسین‌آباد خانی (سیرجان)
حسین‌آباد خانی یک روستا در ایران است که در دهستان شریف‌آباد (سیرجان) واقع شده‌است. حسین‌آباد خانی ۱۵ نفر جمعیت دارد.